# Мяндьяла
Мяндьяла (эст. Mändjala), ранее Ме́ндина — деревня в волости Сааремаа уезда Сааремаа, Эстония.
До административной реформы местных самоуправлений Эстонии 2017 года входила в состав волости Ляэне-Сааре (упразднена). До 2014 года входила в состав волости Каарма.

## География и описание
Расположена на острове Сааремаа, на северо-западном берегу бухты Сур-Катель, у шоссе Курессааре—Сяэре, в 10 км от волостного и уездного центра — города Курессааре. Высота над уровнем моря — 13 метров.
На территории деревни расположена часть ландшафтного заповедника «Дюны Ярве».
Климат умеренный. Официальный язык — эстонский. Почтовый индекс — 93871.

## Население
По переписи населения 2021 года, в Мяндьяла насчитывалось 178 жителей, из них 175 (98,3 %) — эстонцы.
По данным переписи населения 2011 года в  деревне проживал 161 человек, из них 160 (99,4 %) — эстонцы.
Численность населения деревни Мяндьяла по данным переписей населения:
| Год  | 1959 | 1970 | 1979 | 1989 | 2000 | 2011  | 2021  |
| ---- | ---- | ---- | ---- | ---- | ---- | ----- | ----- |
| Чел. | 50   | ↘ 48 | ↗ 60 | ↗ 66 | ↗ 88 | ↗ 161 | ↗ 178 |

## История
В источниках 1645 года упоминается Mende Ninna Larets, 1782 года — Mendina, 1875 года — Mendena Soare Iorri, примерно 1900 года — Мяндьяла (деревня).
На военно-топографических картах Российской империи (1846—1863 годы), в состав которой входила Лифляндская губерния, деревня обозначена как Мендина.
Деревня является летним курортом, здесь построено много дач.

Памятник советским активистам в Мяндьяла. Демонтирован в 2023 году

В советское время на территории деревни был установлен памятник, посвящённый советским активистам, с надписью на эстонском языке «В этом районе в 1941—1944 годах немецкими оккупантами и их пособниками были убиты 30 советских патриотов». Памятник связан с событиями Второй мировой войны. В протоколе от 30 ноября 2022 года рабочая группа по советским памятникам при Госканцелярии Эстонии признала этот памятник «красным монументом», подлежащим удалению из общественного пространства. Памятник был ликвидирован весной 2023 года (см. Список советских военных памятников Эстонии).

## Комментарии
1. ↑  Эстонские топонимы, оканчивающиеся на -а, не склоняются и не имеют женского рода (исключение — Нарва)[8].